# Zsuzsa Körmöczy
Zsuzsa Körmöczy (25 de agosto de 1924 - 16 de setembro de 2006) foi uma tenista húngara. Ela ganhou um torneio de simples do Aberto da França.   Foi a primeira e única tenista húngara a ganhar um Grand Slam de simples. 